# روما مافیا
روما مافیا (انگلیسی: Roma Maffia؛ زادهٔ ۳۱ مهٔ ۱۹۵۸) هنرپیشه اهل ایالات متحده آمریکا است. وی از سال ۱۹۸۲ میلادی تاکنون مشغول فعالیت بوده‌است.

## بخشی از فیلمشناسی
از فیلم‌ها یا برنامه‌های تلویزیونی که وی در آن نقش داشته‌است می‌توان به آثار زیر اشاره کرد.
- ازدواج با گروه تبهکاران (۱۹۸۸)
- امور داخلی (فیلم) (۱۹۹۰)
- مقاله (فیلم ۱۹۹۴) (۱۹۹۴)
- افشاگری (فیلم) (۱۹۹۴)
- آخرین لحظه (فیلم ۱۹۹۵) (۱۹۹۵)
- پاک‌کن (فیلم) (۱۹۹۶)
- دختران را ببوس (فیلم) (۱۹۹۷)
- مخاطره مضاعف (فیلم) (۱۹۹۹)
- چیزهایی که فقط با نگاه کردن می‌توانید به او بگویید (۲۰۰۰)
- من سم هستم (۲۰۰۱)
- گودال‌ها (فیلم ۲۰۰۳) (۲۰۰۳)
- تماس (فیلم ۲۰۱۳) (۲۰۱۳)
- ایکوالایزر (مجموعه تلویزیونی) (۱۹۸۵–۸۶)
- پرونده‌های ایکس (۱۹۹۳)
- ان‌بی‌سی (۱۹۹۶)
- نمایش روزانه (۱۹۹۸)
- بال غربی (مجموعه تلویزیونی) (۲۰۰۱)
- الی مک‌بل (۲۰۰۱)
- بخش فوریت‌های پزشکی (مجموعه تلویزیونی) (۲۰۰۱)
- قاضی ایمی (۲۰۰۲)
- سوپرانوز (۲۰۰۲)
- سی‌اس‌آی (۲۰۰۲)
- جراحی پلاستیک (مجموعه تلویزیونی) (۲۰۰۳–۱۰)
- بوستون لیگال (۲۰۰۷–۰۸)
- دکستر (۲۰۰۹)
- ذهن‌های جنایتکار (۲۰۰۹)
- متوسط (مجموعه تلویزیونی) (۲۰۱۰)
- آناتومی گری (مجموعه تلویزیونی) (۲۰۱۲)
- دروغ‌گوهای کوچک زیبا (۲۰۱۳–۲۰۱۷)
- ان‌سی‌آی‌اس (۲۰۱۳)
- اندازه انتقام (۲۰۱۸)
- میلیاردها (مجموعه تلویزیونی) (۲۰۲۰)